# Cepedelo
Cepedelo es una aldea gallega situada en la parroquia de Santa María de Cepedelo, en el municipio de Viana do Bolo, provincia de Ourense, en la comunidad autónoma de Galicia, España. Se encuentra en la zona oriental de la provincia, cerca del límite con la provincia de Zamora.
Se alza entre 1.330 y 1.350 m sobre el nivel del mar, siendo oficialmente considerado el pueblo habitado más alto de Galicia. La altitud más citada es de 1.341 m, ligeramente por encima de O Cebreiro (1.330 m), su inmediato competidor como núcleo alto de la comunidad autónoma.
Se encuentra aproximadamente a 17 km de Viana do Bolo, aunque el tramo montañoso hace que el trayecto supere la media hora y según el INE en 2023, Cepedelo cuenta con 17 habitantes (10 hombres y 7 mujeres). En verano, los habitantes retornan a la aldea, muchos procedentes de grandes ciudades como Madrid o Barcelona, para mantener viva la vida comunitaria, siendo unos 200 vecinos los que pasan allí los meses de verano.
Históricamente, la aldea ha estado vinculada a actividades agroganaderas y a la explotación de los recursos forestales. A pesar del fuerte proceso de despoblación sufrido desde mediados del siglo XX, Cepedelo conserva una estructura tradicional, con construcciones de piedra y paisajes rurales característicos de la montaña ourensana. 
En su entorno se encuentra una rica biodiversidad, y está próxima al Parque Natural do Invernadeiro, un espacio natural protegido de gran valor ecológico. La zona también forma parte de la Red Natura 2000, debido a su interés medioambiental y su papel en la conservación de especies de fauna y flora propias de la montaña gallega.
A pesar de su reducido número de habitantes en la actualidad, Cepedelo mantiene viva parte de su identidad cultural a través de las festividades locales, la arquitectura tradicional y el patrimonio inmaterial ligado a la vida rural gallega.
Desde 2023, Cepedelo ha revitalizado sus fiestas de verano en honor a Nuestra Señora de la Asunción (13–16 de agosto), con música, bailes populares, bolos, tute, juegos tradicionales, vermút, comida popular y homenajes a personas mayores.
La I Festa do Caldo se celebró por primera vez el 14 de agosto de 2024, en pleno desarrollo de las fiestas patronales entre el 13 y el 16 de agosto, organizadas por la asociación vecinal, la Comisión de Fiestas y la juventud local que surge con el objetivo de dinamizar el pueblo y recuperar tradiciones, incorporando una jornada gastronómica centrada en el caldo galego como plato estrella.
El caldo galego servido es el centro de la fiesta, elaborado de forma tradicional con patatas, grelos, lacón, panceta, oreja, chorizo y unto; cocido durante varias horas para potenciar sabor y textura.
La fiesta se concibe no solo como evento gastronómico, sino como herramienta para reforzar el tejido social en Cepedelo, revitalizar la aldea y fidelizar su identidad cultural.
La limitada capacidad y la exigencia de entradas anticipadas contribuyen a proyectar la Festa do Caldo como una cita creciente y aspirante a consolidarse en el calendario veraniego de la comarca del Bibei, la cual ha despertado el interés tanto de vecinos de otros pueblos, visitantes y autoridades políticas en materia de turismo.
En mayo de 2025, se funda la Asociación Veciñal de Santa Maria de Cepedelo para fometar la conservación del mismo a través de la defensa cultural y el arraigo rural todo ello de manera sostenible y eficaz.
Debido a estos movimientos culturales y sus fiestas patronales, Cepedelo ha conseguido recuperar su identidad más profunda, ello ha supuesto el interés de varios vecinos por recuperar o rehabilitar sus casas más antiguas con el fin de establecerse en ella de manera casi permanente una vez llegan a la jubilación o durante los periodos estivales o festivos. 

## Organización territorial
La parroquia está formada por una entidad de población:
- Cepedelo

Dividido por barrios el pueblo de Cepedelo, por este orden, según nos adentramos en el, nos encontramos:
- 𝗔 𝗘𝗜𝗥𝗘𝗫𝗔; es el primer barrio, donde se encuentra la Iglesia y descansan en paz nuestros antepasados.
- 𝗢 𝗖𝗔𝗦𝗧𝗜𝗡̃𝗘𝗜𝗥𝗢; debe su nombre a los castaños que allí crecían altos y fuertes.
- 𝗢 𝗣𝗥𝗔𝗗𝗢 𝗗𝗔 𝗩𝗜𝗟𝗔; la zona más céntrica, donde figura la majestuosa piedra de granito que nuestros antepasados pusieron con tanto esfuerzo y que es seña de identidad de Cepedelo, no existe nada igual en la comarca.
- 𝗔 𝗖𝗢𝗥𝗚𝗔; ya hace años que se secó, pero en esta zona, brotaba un manantial de agua de la que bebían los animales y el ganado.
- 𝗔𝗟𝗕𝗔𝗥𝗘𝗜𝗥𝗔; caracterizada por ser la zona más alta del pueblo, goza de unas vistas únicas, donde se puede ver todo Cepedelo, sus alrededores y la sierra montañosa que compartimos con Castilla y León.
- 𝗔 𝗙𝗢𝗡𝗧𝗘; lugar por donde circula el agua más pura que se puede beber en la zona, siempre fresca y cristalina.
- 𝗔 𝗘𝗦𝗤𝗨𝗜𝗡𝗔; como su propio nombre indica, es una de las esquinas de Cepedelo e históricamente, una de las zonas más habitadas.
- 𝗢 𝗖𝗔𝗥𝗕𝗔𝗟𝗟𝗔𝗟; cuentan nuestros vecinos más veteranos que sus antepasados afirmaban que es junto con Outeiro, uno de los barrios más antiguos de nuestra aldea.
- 𝗢𝗨𝗧𝗘𝗜𝗥𝗢; recibe ese nombre en recuerdo al trabajador de pieles que allí curtía con tanto esmero sus cueros que luego vendía.
- 𝗢 𝗥𝗜𝗚𝗨𝗘𝗜𝗥𝗢; el barrio por donde siempre pasa un incansable reguero de agua, seña de identidad eterna.
Todos ellos, están indicados con pizarras que son un afortunado testigo del paso del tiempo, cuentan con una antigüedad de más de 100 años ya que han sido obtenidas de los tejados de las casas más longevas de la localidad.
Tratadas y recicladas al 100%, han sido grabadas con el nombre de cada barrio y con su particular dibujo haciendo referencia a su significado histórico.
Las 10 placas elaboradas, hacen referencia a los 9 barrios existentes y a lo que comúnmente se conoce como “la plaza del pueblo”.

## Fiestas
- Fiestas patronales en honor a Nuestra Señora de la Asunción (del 13 al 16 de agosto).
- Festa do Caldo (14 de agosto) Gatronómica.

## Demografía
Gráfica demográfica del lugar y parroquia de Cepedelo según el INE español:
| Gráfica de evolución demográfica de Cepedelo entre 2000 y 2023 |
|                                                                |
| Datos según el nomenclátor publicado por el INE.               |